# ヘルシンボリ
ヘルシンボリ(Helsingborg [hɛlsɪŋˈbɔrj] ( 音声ファイル))はスウェーデン南部スコーネ県の都市。人口は113,800。

## 産業
- 家具小売業イケアの本社機能がある。
- 禁煙用ガム『ニコレット』の工場がある。
- オーレスン水道を挟んで4キロの対岸は、デンマークのヘルシンゲルである。フェリーが頻繁に往来していて、30分程度でヘルシンゲルに到着できる。デンマークは北欧一酒税が低いため、スウェーデンから酒類の買い出しにデンマークへ渡る人が多く、また対岸のクロンボー城を見学したついでに、フェリーでこの街を訪れる観光客もいる。

## ヘルシンボリ出身の人物
- ディートリヒ・ブクステフーデ - 作曲家
- ルーベン・ラウジング - 実業家
- ニルス・アクセルソン - サッカー選手
- ヘンリク・ラーション - サッカー選手
- ポントス・ファルネルド - サッカー選手
- ザ・サウンズ - ロックバンド
- グンナー・ニルソン - F1レーサー
- エリック・サーデ - 歌手
- トルビヨン・ブロムダール - スリークッションビリヤード選手
- ヨハン・リーヴァ - ミュージシャン

## スポーツ
- ヘルシンボリスIF(サッカー)